# Herman Svenonius
Ture Herman Ludvig Svenonius, född den 10 mars 1879 i Stockholm, död den 16 juni 1946 i Nederluleå, var en svensk apotekare, läroverkslärare, botanist och sångtextförfattare. 

## Biografi
Herman Svenonius var son till en postmästare. Han var i olika omgångar från och med 1902 inskriven vid Stockholms högskola där han blev filosofie kandidat 1906. Då hade han parallellt även avlagt apotekarexamen 1903. Efter ett antal tjänster som extra och vikarierande lärare i Kristianstad, Stockholm och Strängnäs 1911–1913 kom han 1914 till Luleå där han sedan kom att verka som adjunkt i matematik och fysik.

## Författarskap
Som sångtextförfattare är Svenonius främst känd för den första texten till Arholmavalsen (under pseudonymen H. S-s) med musik av Albin Carlsson. Han författade dock också ett antal skrifter med koppling till sitt egentliga yrke, däribland Vårt apoteksväsende – Ett exempel på svensk politik (1911), Apoteksväsendets ställning till frågan om medicinalstyrelsens omorganisation (1911), Ha farmaceuterna lagliga rättigheter? (1913) och Apotekskommitténs uppgift – En studie (1913). Han författade även en Lärobok i välskrivning (1915)